# 浪速型防護巡洋艦
| 浪速型防護巡洋艦 | 浪速型防護巡洋艦 |
| ---------------- | --- |
| 写真は浪速       | |
| 艦級概観         | |
| 艦種             | 防護巡洋艦 |
| 艦名             | 地名 |
| 前級             | - |
| 次級             | 畝傍 |
| 要目             | |
| 排水量           | 常備：3,709トン |
| 全長             | 垂線間長：91.44m (300ft) |
| 全幅             | 14.07m (46ft 2in) |
| 吃水             | 5.67m (18ft 7in1/8) |
| 機関             | 形式不明 石炭専焼円缶6基 +横置式2段膨張2気筒レシプロ機関2基2軸推進 |
| 最大 出力        | 7,604馬力 |
| 最大 速力        | 18.0ノット |
| 航続 距離        | 13ノット/9,000海里 |
| 燃料             | 石炭：800トン |
| 乗員             | 357名 |
| 兵装             | 克式26cm（35口径）単装砲2基（後に安式40口径もしくは45口径15.2cm単装速射砲2基に換装） 克式35口径15cm単装砲6基（後に安式40口径15.2cm単装速射砲6基に換装） オチキス 43口径4.7cm単装機砲6基 25mm4連装ノルデンフェルト砲10基40門 11mm10連装ノルデンフェルト砲4基40門 35.6cm水上魚雷発射管単装4門 |
| 装甲             | 甲板水平部：50.8mm（2inch） 同傾斜部：76.2mm（3inch） 砲盾：37mm（最厚部） 司令塔：37mm（最厚部） |

浪速型防護巡洋艦（なにわがたぼうごじゅんようかん）は日本海軍の防護巡洋艦。同型艦2隻。

## 概要
本型は1883年（明治16年）度の艦艇拡張計画でイギリスに発注された。ウィリアム・ホワイトの設計でアームストロング社のロー・ウォーカー造船所で建造された。いわゆるエルジック・クルーザーの仲間であり、世界初の防護巡洋艦「エスメラルダ」（後の「和泉」）の優秀性に着目し、日本海軍が発注した初めての防護巡洋艦である。設計は「エスメラルダ」の改良型であり、例えば防御甲板は「エスメラルダ」で水平部1インチ(=25.4mm)に対し浪速型では2インチ(=50.8mm)と強化されている。主砲も準戦艦級の口径のクルップ社製「26cm（35口径）砲」を単装砲で2基装備しており、強力な火力を持っていた。

## 艦形
本型の船体形状は乾舷の高い平甲板型船体で衝角の付く艦首から艦首甲板上に「クルップ 26cm（35口径）砲」を単装砲で装填機構を装甲で覆った露砲塔に収めて1基、その背後に頂上部に見張り所を設けたミリタリー・マストが立ち、司令塔を組み込んだ箱型艦橋の後部に1本煙突が立つ。ミリタリーマストとはマストの上部あるいは中段に軽防御の見張り台を配置し、そこに37mm - 47mmクラスの機関砲(速射砲)を配置した物である。これは、当時は水雷艇による奇襲攻撃を迎撃するために遠くまで見張らせる高所に対水雷撃退用の速射砲あるいは機関砲を置いたのが始まりである。形状の違いはあれどこの時代の列強各国の大型艦に多く用いられた様式で本型も前後の見張り所に「オチキス 4.7cm（43口径）機砲」が単装砲架で3基ずつ計6基を配置した。煙突の周囲は煙管型の通風筒が立ち並ぶ艦載艇置き場となっており、2本1組のボート・ダビッドで運用された。舷側甲板上に等間隔に副砲の「15cm（35口径）砲」が防盾の付いた単装砲架で片舷3基ずつ計6基が配置されていた。艦載艇置き場の後部には基部にクレーンの付く後部ミリタリー・マストが立ち、その後ろの後部甲板上に2番主砲塔が配置された。
浪速型の旧式の克（クルップ）式主砲と副砲は全て、日清戦争と日露戦争の戦間期に安（アームストロング）式15.2cm単装速射砲に換装された。まず1895年 - 1898年の間に副砲の克式15cm（149.1mm）砲が安式40口径15.2cm（152mm）速射砲に換装された。その後1900年から1902年の間に主砲の克式26cm砲も安式（40口径もしくは45口径の2説あり）15.2cm速射砲に換装された。浪速は呉、高千穂は横須賀、で改装された。
船体は主甲板は水平部は50.8mm装甲、舷側に接する傾斜部は76.2mm装甲が貼られ、舷側装甲の代わりに石炭庫を設ける事で敵弾や浸水を石炭で食い止める防御様式となっていた。船体中央部には石炭専焼円缶が1室当たり3基が並列に並び前後2室で6基を配置した、後部の2段膨張式2気筒レシプロ機関を2基2軸推進で最大出力7,604馬力で速力18ノットを発揮した。
1番艦「浪速」は1886年（明治19年）2月にイギリスで竣工し、日本人乗員による初めての日本回航となった。2番艦「高千穂」も同年4月とほぼ同時期に竣工している。1893年（明治26年）からのハワイ革命の際は両艦とも日系人保護のためホノルルへ派遣、日清戦争では黄海海戦を始め、大連、旅順、威海衛などの各攻略作戦に参加した。1898年（明治31年）の類別制定では二等巡洋艦に類別され、1904年（明治37年）からの日露戦争にも参加し、両艦とも日本海海戦などの各海戦に参加している。「浪速」は1912年（明治45年）に座礁のため喪失。「高千穂」は1912年（大正元年）に海防艦籍に編入され、第一次世界大戦では青島攻略戦（1914年）に参加したが、ドイツ水雷艇S90の雷撃により機雷が誘爆し沈没した。

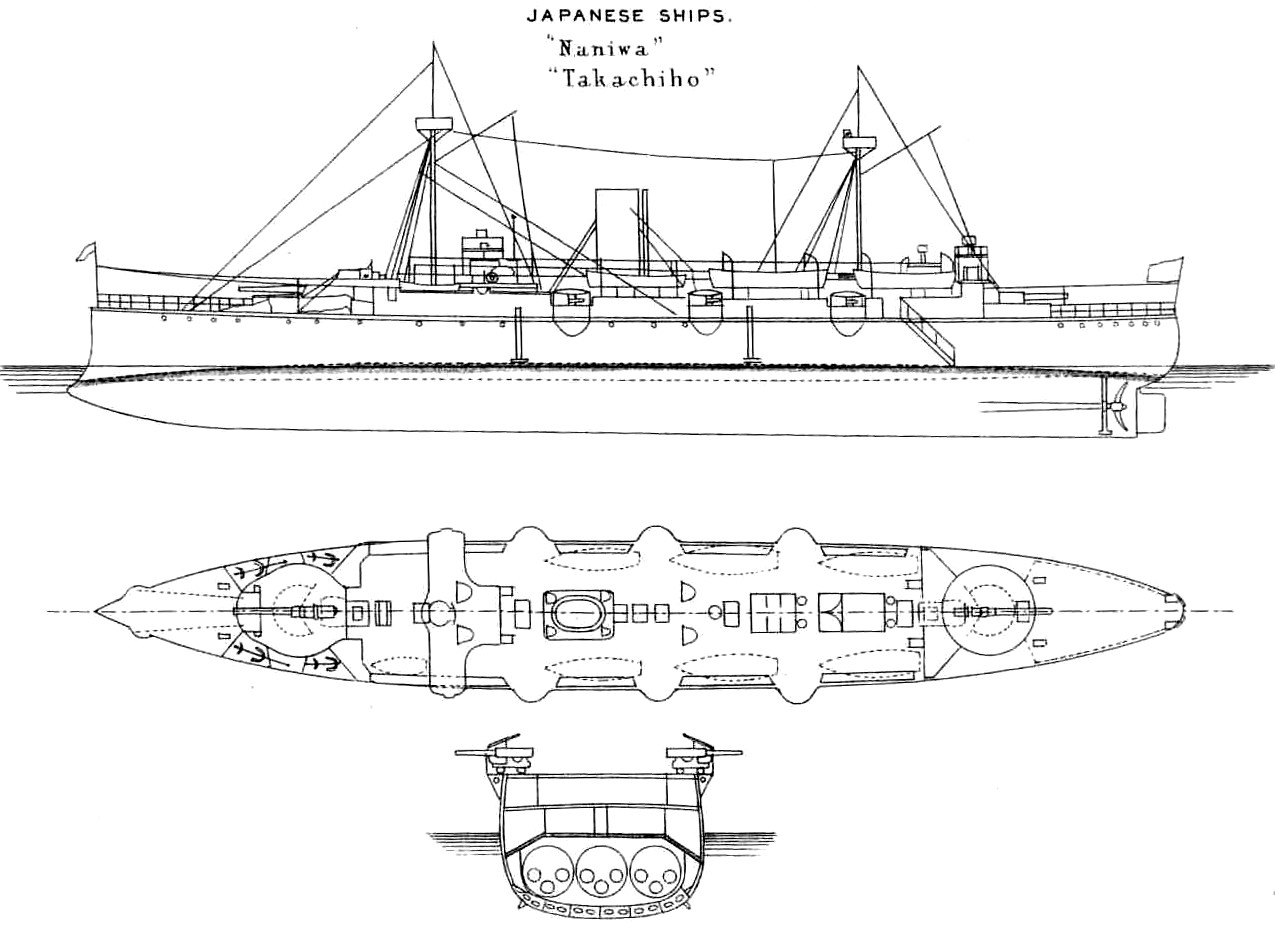
本型の武装・装甲配置を示した図。
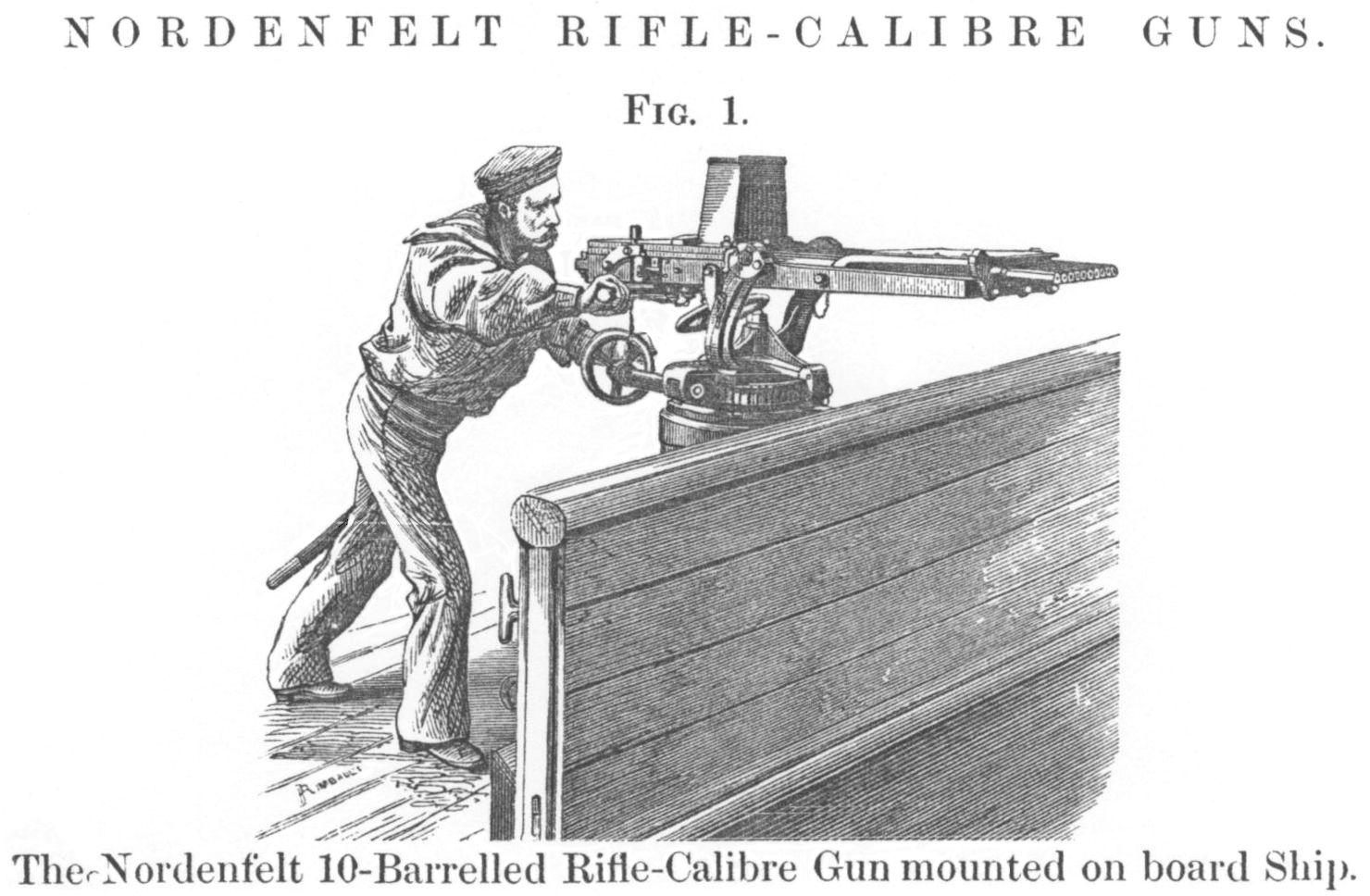
本型にも搭載された11mm10連装ノルデンフェルト砲を運用する水兵を示した図。

## 同型艦
- 浪速
- 高千穂